# Transvestitismus
Transvestitismus je praxe oblékání způsobem tradičně nebo stereotypně spojeným s opačným pohlavím. V některých kulturách je transvestismus praktikován z náboženských, tradičních nebo obřadních důvodů.
V psychologii je pojmem transvestitismus označována forma fetišismu, kdy transvestit (či transvestita) dosahuje sexuálního vzrušení či jen psychického uspokojení tím, že se převléká do šatů opačného pohlaví, anebo že vystupuje v sociální roli opačného pohlaví (transvestitismus dvojí role). Přitom však zůstává zachována sexuální identifikace jedince v souladu s jeho biologickým pohlavím (transvestitní muž se tedy cítí být mužem, není nespokojen se svým pohlavím a netouží po jeho operativní změně, na rozdíl od transsexuála). Pro transvestitu se někdy užívá zkratka „Tv“.
Většinou, nikoliv však výlučně, se transvestitismus týká heterosexuálních mužů. Těm, ačkoli jsou schopni sexuálního styku se ženou, nepřináší skutečné uspokojení a jejich sexuální apetence bývá nízká. Některé studie uvádějí zvýšenou korelaci se zkušenostmi s homosexuálním stykem transvestitů.

## Historie
Termín transvestitismus byl vymyšlen na začátku dvacátého století sexuologem Magnusem Hirschfeldem. Jev přesto není nový, byl zmíněn i v bibli.

### Terminologie
Od doby, kdy bylo slovo poprvé vytvořeno, prošlo několika změnami významu a stále se používá v různých významech. Dnes je termín transvestita na západě běžně považován za zastaralý a hanlivý, přičemž jako vhodnější náhrada se používá termín cross-dresser. Je tomu tak proto, že termín transvestita byl historicky používán k diagnostice zdravotních poruch, včetně poruch duševního zdraví, a transvestismus byl považován za poruchu, ale termín cross-dresser byl vytvořen transgender komunitou.

### Etymologie

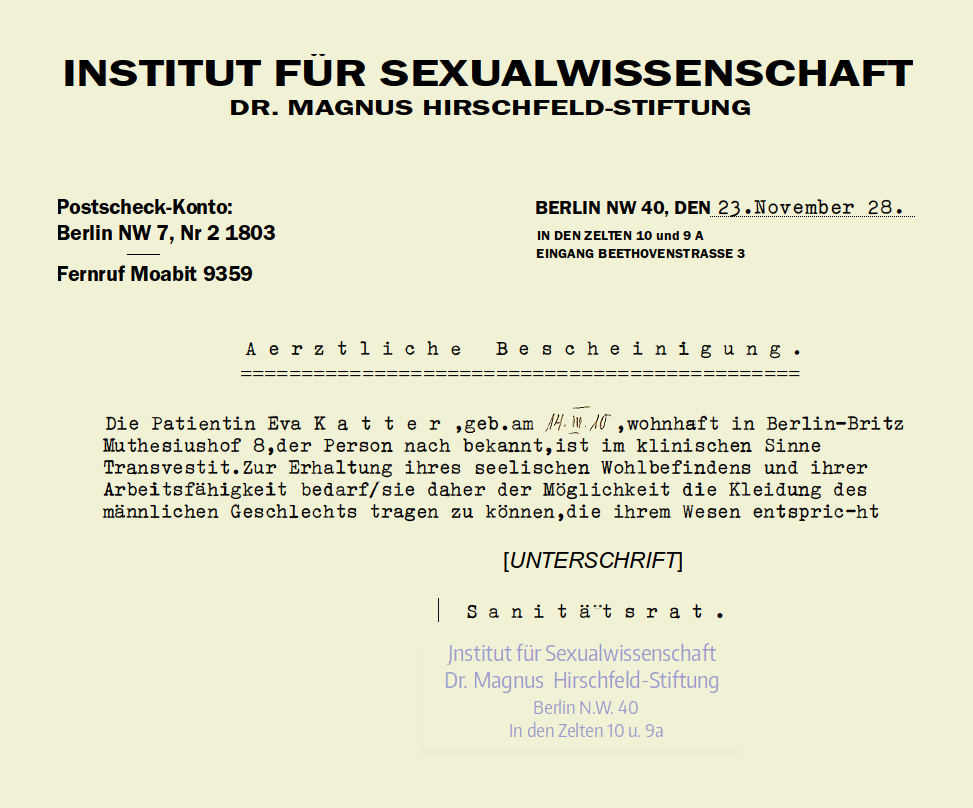
Certifikát transvestita z roku 1928, který umožňoval Gertu Katterovi, transmuži, který byl jedním z Hirschfeldových pacientů, nosit mužské oblečení.

Magnus Hirschfeld vymyslel slovo transvestita v roce 1910 (z latinského trans- , „přes“ a vestitus, „oblečený“), aby odkazovalo na sexuální zájem o cross-dressing. Používal jej k popisu osob, které obvykle a dobrovolně nosily oblečení opačného pohlaví. Hirschfeldova skupina transvestitů sestávala z mužů i žen s heterosexuální, homosexuální, bisexuální a asexuální orientací. 
Sám Hirschfeld nebyl s tímto termínem spokojen: věřil, že oděv je pouze vnějším symbolem vybraným na základě různých vnitřních psychologických situací. Ve skutečnosti Hirschfeld pomohl lidem dosáhnout změn křestního jména (legální křestní jména musela být v Německu specifická pro pohlaví) a provedl první hlášenou operaci změny pohlaví. Hirschfeldovi transvestité tedy nebyli, v dnešním pojetí, jen transvestité, ale celá řada lidí z transgender spektra. 
Hirschfeld si také všiml, že sexuální vzrušení bylo často spojováno s transvestismem. V novější terminologii se tomu někdy říká fetišistický transvestitismus (anglicky transvestic fetishism).

### Crossdressing
Transvestitismus není přesným synonymem crossdressingu, neboť v něm jde o trvalý motiv sexuálního uspokojení, zatímco crossdressing označuje přímo situace, kdy je člověk převlečen za osobu opačného pohlaví, přičemž jeho motivy mohou být i různorodé.

## Lékařská klasifikace
Transvestitismus je v oblasti sexuologie a psychologie dosti neprobádaná oblast. Hlavním důvodem je nízké zastoupení transvestitů v populaci. Fetišistický transvestitismus je v MKN-10 řazen jako parafilie, zato Transvestitismus dvojí role je řazen jako porucha pohlavní identity. Oba typy byly v novém MKN-11 vyřazeny.

## Transvestitismus vs. Travestie
Travestie (nebo též travesti či travesty) bývá často považována za synonymum k transvestitismu, ale není tomu tak. U travestie jde o zábavní show či kulturní představení, při němž obvykle muži (často homosexuální, ne však výhradně) v nápaditých kostýmech, tzv. travesty umělci či travestité, karikují známé ženské osobnosti, zpěvačky apod. (Travesty vystoupení tak vlastně plní v showbysnysu podobnou funkci jako travestie v literatuře.)
Herec se také při výkonu své profese někdy stává crossdresserem, není to však travestit (či travestita). V dramatickém umění se ale také můžeme setkat s pojmem travesti (či travesty). Je to však divadelní role napsaná pro herce opačného pohlaví, než je pohlaví postavy, a nemá tedy s výše zmíněnou travestií mnoho společného.